# Friedrich August Wolf
Pour les articles homonymes, voir Wolf.
Friedrich August Wolf, né à Hainrode (marche de Brandebourg) le 15 février 1759 et mort à Marseille le 8 août 1824, est un philologue et helléniste allemand, connu pour avoir mis en cause l'unicité de composition de l’Iliade et de l’Odyssée.

## Biographie
Friedrich August Wolf fréquenta l'école de Nordhausen puis étudia la philologie classique à Göttingen à partir de 1777 sous la direction de Heyne. Professeur à Ilfeld en 1779, puis directeur de l'école d'Osterode en 1782, il accéda l'année suivante à la chaire de philosophie et de propédeutique de l’université de Halle. Lorsque Napoléon ordonna la fermeture de l'université (1807), il déménagea à Berlin où il fut nommé membre de l'Académie des sciences.
Il contribua au redressement de la Prusse, qui avait énormément souffert des campagnes napoléoniennes, en assignant à l'enseignement universitaire une fonction non seulement intellectuelle, mais aussi morale, au sens du néo-humanisme : « Le but ultime de l'existence est la construction d'une personnalité. ». Ainsi, en étroite collaboration avec Wilhelm von Humboldt, Johann Wolfgang von Goethe et Friedrich Schiller, il fit de l'histoire ancienne et de la philologie des disciplines à part entière dans le système universitaire prussien.

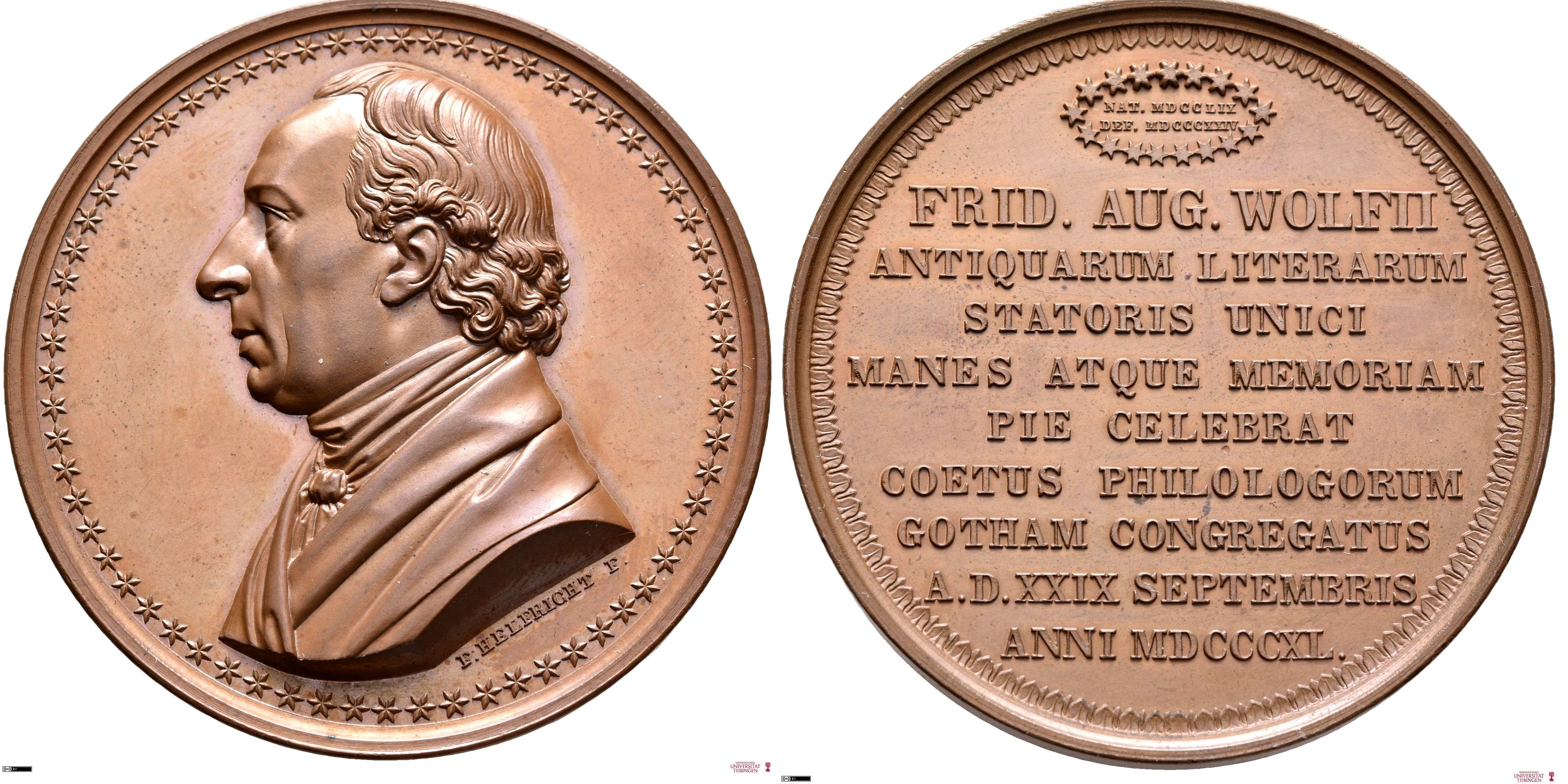
Médaille Friedrich August Wolf 1840

Il mourut lors d'un voyage en France qu'il avait entrepris en avril 1824. Il était associé étranger de l'Académie des inscriptions et belles-lettres. Il y a une médaille pour Wolf.

## Œuvres
Son principal essai, resté à l'état de fragments, porte le titre de Prolégomènes à Homère : Wolf, par une critique du texte (forme et contenu), met en doute l'unicité de l’Iliade et de l’Odyssée, lançant une hypothèse connue en philologie classique sous le nom de « question homérique ». Pour Wolf, l’Iliade et l’Odyssée sont en réalité une compilation de divers poèmes composés à différentes époques, par des auteurs différents.
- Antiquitäten von Griechenland, Hammerde, Halle, 1787
- Darstellung der Alterthums-Wissenschaft, Berlin, 1807. Réédition : Acta Humaniora, Weinheim, 1986  (ISBN 3-527-17552-0)
- Encyclopädie der Philologie, Expedition d. Europ. Aufsehers, Leipzig, 1831
- Kleine Schriften in lateinischer und deutscher Sprache. Olms, Hildesheim, 2003 
  - Vol. 1. Scripta latina  (ISBN 3-487-12033-X)
  - Vol. 2. Deutsche Aufsätze  (ISBN 3-487-12034-8)
- Prolegomena zu Homer. 1795, Reclam, Leipzig, 1908
- Prolegomena to Homer. 1795, traduction en anglais, Princeton University Press, Princeton, N.J. 1988  (ISBN 0-691-10247-3)

## Citations
- « (...) selon la belle expression populaire dont, comme pour les plus célèbres épopées, on ne connaît pas l'auteur, mais qui comme elles et contrairement à la théorie de Wolf en a eu certainement un (...) » (Proust, À l'ombre des jeunes filles en fleurs, Folio Classique, Gallimard, 1988, p. 80)